# Сагаранпур (округ)
Сагаранпур (гінді सहारनपुर जिला, англ. Saharanpur district) — округ індійського штату Уттар-Прадеш. Адміністративний центр — місто Сагаранпур.

## Географія
Округ Сагаранпур розташований на північному заході штату Уттар-Прадеш, за 150 км на північ від Нью-Делі.
Площа округу — 3 860 км².

## Клімат
Клімат в окрузі Сагаранпур вологий субтропічний. Середньорічна температура становить близько +23,3 °C. Червень є найспекотнішим, а січень — найпрохолоднішим місяцем.
| Кліматограма округу Сагаранпур                                                         | Кліматограма округу Сагаранпур | Кліматограма округу Сагаранпур | Кліматограма округу Сагаранпур | Кліматограма округу Сагаранпур | Кліматограма округу Сагаранпур | Кліматограма округу Сагаранпур | Кліматограма округу Сагаранпур | Кліматограма округу Сагаранпур | Кліматограма округу Сагаранпур | Кліматограма округу Сагаранпур | Кліматограма округу Сагаранпур |
| -------------------------------------------------------------------------------------- | ------------------------------ | ------------------------------ | ------------------------------ | ------------------------------ | ------------------------------ | ------------------------------ | ------------------------------ | ------------------------------ | ------------------------------ | ------------------------------ | ------------------------------ |
| С                                                                                      | Л                              | Б                              | К                              | Т                              | Ч                              | Л                              | С                              | В                              | Ж                              | Л                              | Г                              |
| 73 17 7                                                                                | 141 20 9                       | 36 25 13                       | 39 34 18                       | 19 36 22                       | 103 34 23                      | 262 28 25                      | 388 27 20                      | 155 28 22                      | 21 28 18                       | 2 24 13                        | 11 19 9                        |
| Середня макс. і мін. температури повітря (°C) Атмосферні опади (мм), за рік : 1250 мм. |                                |                                |                                |                                |                                |                                |                                |                                |                                |                                |                                |

## Історія
Округ утворений у 1788 році. У 1803 році, після Другої англо-маратської війни увійшов у Британську Індію.  

## Населення
За даними індійського перепису 2011 року населення округу становило 3 466 382 особи. З них 1 834 106 осіб чолової статі та 1 632 276 жінок, співвідношення — 890 жінок на 1000 чоловіків.
Рівень грамотності дорослого населення становив 70,49%, серед чоловіків — 78,28%, жінок — 61,74%. Офіційною мовою є гінді. Населення також послуговується урду, пенджабі та місцевими діалектами гінді.
Динаміка чисельності населення міста за роками
| 1991      | 2001        | 2011        |
| --------- | ----------- | ----------- |
| 2 309 029 | 2 896 863 ▲ | 3 466 382 ▲ |

## Релігія
Мешканці округу в основному сповідують індуїзм та іслам. За переписом 2001 року тих, хто сповідує індуїзм було 59,49%, іслам — 39,11%, за переписом 2011 року частка мусульман збільшилась до 41,95%, а індуїстів зменшилась до 56,74%. 
Релігійний склад населення вказаний у таблиці за переписом населення Індії у 2011 році.
| Буддисти | Джайністи | Індуїсти | Мусульмани | Сикхи  | Християни | Інші   | Не вказано |
| -------- | --------- | -------- | ---------- | ------ | --------- | ------ | ---------- |
| 0,06 %   | 0,29 %    | 56,74 %  | 41,95 %    | 0,54 % | 0,19 %    | 0,00 % | 0,23 %     |

## Освіта
У місті Деобанд функціонує найбільший ісламський навчальний центр «Даруль-Улюм Деобанд», заснований 30 травня 1866 року. Він займає в неофіційному рейтингу мусульманських навчальних закладів світу друге місце після університету «Аль-Азгар» в Каїрі.